# Palo Blanco, Michoacán de Ocampo
Palo Blanco är en ort i Mexiko.   Den ligger i kommunen Tuxpan och delstaten Michoacán de Ocampo, i den södra delen av landet, 130 km väster om huvudstaden Mexico City. Palo Blanco ligger 2 213 meter över havet och antalet invånare är 156.
Terrängen runt Palo Blanco är lite bergig. Runt Palo Blanco är det tätbefolkat, med 319 invånare per kvadratkilometer. Närmaste större samhälle är Heróica Zitácuaro, 12,4 km söder om Palo Blanco. Omgivningarna runt Palo Blanco är en mosaik av jordbruksmark och naturlig växtlighet.